# Майтиха
Майтиха — деревня в составе Ивановского сельского поселения Шарьинского района Костромской области России.

## История
Согласно Спискам населенных мест Российской империи в 1872 году деревня относилась к 2 стану Ветлужского уезда Костромской губернии. В ней числилось 12 дворов, проживало 58 мужчин и 70 женщин.
Согласно переписи населения 1897 года в деревне проживало 205 человек (82 мужчины и 123 женщины).
Согласно Списку населенных мест Костромской губернии в 1907 году деревня относилась к Рождественской волости Ветлужского уезда Костромской губернии. По сведениям волостного правления за 1907 год в деревне числилось 36 крестьянских дворов и 262 жителя. В деревне имелась школа.
До 2010 года деревня являлась центром Майтихинского сельского поселения.

## Население
| 2008 | 2010 | 2014 | 2024 |
| ---- | ---- | ---- | ---- |
| 125  | ↗127 | ↘104 | ↘32  |